# Brilhante
Alfredo Brilhante da Costa conosciuto solo come Brilhante (Rio de Janeiro, 5 novembre 1904 – 8 giugno 1980) è stato un calciatore brasiliano.

## Carriera
In carriera, Brilhante giocò per varie squadre, tra cui il Bangu, dove chiuse la sua carriera, e il Vasco da Gama, dove fu per due volte campione di Rio de Janeiro.
Con la Nazionale brasiliana partecipò al Mondiale 1930 giocando una sola partita.

## Palmarès

### Club
- Campionato Carioca: 2

Vasco da Gama: 1924, 1929